# دین کارلان
دین کارلان (به انگلیسی: Dean Karlan) یک اقتصاددان توسعه آمریکایی است. وی استاد اقتصاد و دارایی در دانشگاه نورث وسترن و مدیر آزمایشگاه تحقیقات فقر جهانی در انستیتوی مطالعات جهانی بافت است. او عضو پژوهشی و عضو کمیته اجرایی هیئت مدیره در آزمایشگاه اقدام فقر عبدالطیف جامل (J-PAL) در انستیتوی فناوری ماساچوست است. کارلان همچنین رئیس و بنیانگذار نوآوری‌ها برای اقدام علیه فقر (IPA)، است که به ایجاد و ارزیابی راه حل‌های مربوط به مشکلات توسعه اجتماعی و بین‌المللی اختصاص یافته است. کارلان به همراه اقتصاددانان جاناتان مورداک و سندیل مولیناتان به عنوان مدیر طرح دسترسی مالی (FAI) خدمت کرده‌است. او همچنین از بنیانگذاران استیک دات کام و ایمپکت مترز است.

## تحصیلات
کارلان دکتری خود را در اقتصاد از انستیتوی فناوری ماساچوست دریافت کرد. وی یک مدرک مدیریت ارشد کسب و کار (MBA) و کارشناسی ارشد سیاست‌های عمومی (MPP) از دانشگاه شیکاگو و لیسانس در امور بین‌الملل از دانشگاه ویرجینیا دارد. کارلان در برنامه شناسایی استعدادهای دانشگاه دوک از سالهای ۱۹۸۲–۱۹۸۵ شرکت کرد.

## تحقیقات دانشگاهی
تحقیقات کارلان در زمینه‌های اقتصاد توسعه، اقتصاد رفتاری و سیاست توسعه بین‌المللی متمرکز است. وی به بررسی مسائل خرد اقتصادی تصمیم‌گیری مالی رفع مشکلات در جامعه پرداخته‌است. در امور خرد تأمین مالی، کارلان موضوعات زیر را مورد بررسی قرار داده‌است: سیاست نرخ بهره، ارزیابی اعتبار و سیاست‌های امتیاز دهی، آموزش کارآفرینی، گروه در مقابل مسئولیت فردی، طراحی محصول صرفه جویی، اعتبار با آموزش و تأثیر افزایش دسترسی به اعتبار و پس‌انداز. کار او در زمینه پس‌انداز و سلامت به‌طور معمول از بینش روانشناسی و اقتصاد رفتاری برای طراحی و آزمایش محصولات تخصصی استفاده می‌کند.
در سال ۲۰۰۷، کارلان جایزه PECASE را که در آمریکا به دانشمندان و مهندسان جوان و برجسته اعطا می‌شود، دریافت کرد و در سال ۲۰۰۸ بورسیه تحقیق آلفرد پی اسلون را دریافت کرد. وی به بانک جهانی، بانک توسعه آسیا، فینکا اینترنشنال، آکسفام و دولت گواتمالا مشاوره داده‌است. کارلان همچنین از بنیانگذاران استیک، شرکتی است که برنامه‌های سلامتی کارکنان و کمپین‌های عمومی برای زندگی در زمینه سلامت را مدیریت می‌کند، و کاربران را قادر می‌سازد تا برای رسیدن به اهداف شخصی خود، قراردادهای تعهدی برقرار کنند. وی همچنین نویسنده کتاب اقتصاد بیشتر از اهداف خوب است که توسط داتون پرس منتشر شد و در آوریل ۲۰۱۱ منتشر شد. کارلان همچنین عضو برنامه تحقیقاتی امور مالی در مرکز رشد بین‌المللی است، یک مرکز تحقیقاتی که به‌طور مشترک در دانشکده اقتصاد و علوم سیاسی لندن و دانشگاه آکسفورد مستقر شده و دانشگاهیان و سیاستگذاران را با هم جمع می‌کند.